# 35e division d'infanterie (France)
Pour les articles homonymes, voir 35e division d'infanterie.
La 35e division d'infanterie est une division d'infanterie de l'armée de terre française qui a participé à la Première et à la Seconde Guerre mondiale.

## Les chefs de corps
- 28 juillet 1880 - 21 avril 1883 : général Curten
- 15 octobre 1883 - 27 décembre 1887 : général Galland
- 31 décembre 1887 - 26 novembre 1888 : général Comte
- 9 janvier 1889 - 23 septembre 1892 : général Philebert
- 26 décembre 1893 - 6 juillet 1901 : général Lebrun
- 9 juillet 1901 - 30 décembre 1905 : général Le Joindre
- 23 mai 1912 : général Brun d'Aubignosc
- 22 décembre 1913 - 4 septembre 1914 : général Exelmans
- 4 septembre - 3 octobre 1914 : général Marjoulet
- 3 octobre 1914 - 7 mai 1915 : général Bonnier
- 7 mai 1915 - 6 novembre 1916 : général Cornille
- 6 novembre 1916 - 16 juin 1917 : général Mareschal
- 1939 - 1940 : général Decharme

## La Première Guerre mondiale

### Composition

#### Composition à la mobilisation
- 69e brigade d'infanterie

6e régiment d'infanterie
123e régiment d'infanterie
- 70e brigade d'infanterie

144e régiment d'infanterie
57e régiment d'infanterie
- Éléments organiques divisionnaires

1 escadron du 10e régiment de hussards
3 groupes de 75 du 24e régiment d'artillerie
compagnie 18/1 du 2e régiment du génie

#### Composition juillet 1915
- 69e brigade d'infanterie

249e régiment d'infanterie
123e régiment d'infanterie
- 70e brigade d'infanterie

144e régiment d'infanterie
57e régiment d'infanterie
- Éléments organiques divisionnaires

1 escadron du 10e régiment de hussards
3 groupes de 75 du 24e régiment d'artillerie
compagnie 18/1 du 2e régiment du génie

### Historique

#### 1914 - 1915
- 2 août : mobilisée dans la 18e région militaire.
- 5 - 9 août : transport par V.F. vers Pagny-la-Blanche-Côte.
- 9 - 21 août : mouvement entrecoupé de repos, vers les régions de Colombey-les-Belles, de Pont-Saint-Vincent, de Domèvre-en-Haye et de Foug. À partir du 18 août, transport par V.F. dans la région de Liessies.
- 21 - 24 août : mouvement vers la Sambre, par Beaumont et Fontaine-Valmont. Engagée dans la bataille de Charleroi. Le 23 août, combat vers Lobbes et Fontaine-Valmont.
- 24 août - 6 septembre : repli par Avesnes et Le Nouvion, sur la région de Parpeville. Prête à intervenir, le 29 août dans la bataille de Guise, vers Pleine-Selve. À partir du 30 août, continuation du repli par Chevresis-les-Dames, Aulnois-sous-Laon, Dormans et Tréfols jusque dans la région de Villiers-Saint-Georges.
- 6 - 14 septembre : engagée dans la première bataille de la Marne, du 6 au 10 septembre, bataille des Deux Morins. Combat vers Montceaux-lès-Provins et Sancy-lès-Provins. À partir du 10 septembre, poursuite par Château-Thierry, Mareuil-en-Dôle et Breuil-sur-Vesle, jusque vers Corbeny et Craonne.
- 14 septembre - 17 octobre : engagée dans la première bataille de l'Aisne. Violents combats vers Corbeny, Craonne, la Ville-aux-Bois et la ferme du Choléra. À partir du 18 septembre, mouvement de rocade et combat vers le bois de Beau Marais et Craonnelle. Stabilisation du front et occupation d'un secteur vers la ferme du Temple et le moulin Pontoy.

26 septembre : attaques allemandes sur la ferme du Temple, le bois de Beau Marais et Craonnelle.
12 - 14 octobre : attaques françaises sur le moulin de Vauclerc.
- 17 octobre 1914 - 16 avril 1916 : mouvement de rocade et occupation d'un nouveau secteur vers Moussy-sur-Aisne et la route de Paissy à Ailles (guerre de mines) :

26 octobre : attaques allemandes.
2 - 7 novembre : attaques allemandes vers la ferme du Metz, contre-attaques françaises.
24 décembre : combat vers Chivy.
16 janvier 1915 : attaque allemande sur Troyon.

#### 1916
- 16 - 27 avril : retrait du front, mouvement par étapes vers l'ouest d'Épernay, par Fismes, Coulonges et Breuil-sur-Marne ; repos et instruction.
- 27 avril - 2 mai : transport par V.F. dans la région de Sainte-Menehould ; repos.
- 2 - 20 mai : transport à Verdun par camions et par V.F.. Engagée, à partir du 10 mai (éléments dès le 5 mai), dans la bataille de Verdun, entre l'étang de Vaux et la ferme de Thiaumont.

11 - 12 mai : attaques allemandes.
- 20 mai - 9 juin : retrait du front ; repos vers Ligny-en-Barrois. À partir du 5 juin, transport par V.F. dans la région de Sainte-Menehould.
- 9 juin - 2 octobre : mouvement vers le front et occupation d'un secteur vers le Four de Paris et le ravin de la Houyette (lieux-dits de la commune de Vienne-le-Château, Marne), étendue à gauche le 20 septembre jusqu'à Vienne-le-Château.
- 2 octobre - 25 décembre : retrait du front et transport par camions au camp de Mailly ; instruction. À partir du 30 novembre, mouvement par étapes vers la région de Méru, par Rhèges, Villiers-Saint-Georges, Mortcerf et Fosseuse ; repos.
- 25 décembre 1916 - 12 février 1917 : transport par camions vers le front et à partir du 26 décembre, occupation d'un secteur entre le nord-est de Berny et le nord-est de Belloy-en-Santerre (en liaison avec l'armée britannique).

#### 1917
- 12 février - 3 mars : retrait du front (relève par l'armée britannique), repos et instruction vers Crèvecœur-le-Grand.
- 3 - 16 mars : mouvement vers le front ; puis occupation d'un secteur entre l'Avre et la route d'Amiens à Roye.
- 16 - 24 mars : retrait du front ; repos à Breteuil.
- 24 mars - 4 avril : mouvement vers Nanteuil-le-Haudouin, par Nourard-le-Franc, Fitz-James et Borest.
- 4 - 22 avril : mouvement vers Fismes. Du 16 au 18 avril, quelques éléments engagés sur le plateau d'Ailles (Bataille du Chemin des Dames).
- 22 avril - 13 mai : occupation d'un secteur vers le moulin de Vauclerc et la ferme d'Hurtebise.

5 - 6 mai : attaques sur le plateau des Casemates.
- 13 - 30 mai : retrait du front ; repos vers Baslieux-lès-Fismes.
- 30 mai - 16 juin : occupation d'un secteur vers le moulin de Vauclerc et la ferme Hurtebise.
- 16 juin - 8 juillet : mouvement vers la région de Montmirail ; puis à partir du 19 juin, transport par V.F. dans celle de Lure ; repos vers Vesoul et instruction au camp de Villersexel.
- 8 juillet - 12 septembre : mouvement vers Dannemarie ; puis occupation d'un secteur entre la frontière suisse et le canal du Rhône au Rhin, réduit à droite le 17 juillet, jusque vers Fulleren.
- 12 septembre - 3 octobre : repos et instruction aux environs de Belfort.
- 3 octobre 1917 - 4 mars 1918 : transport par V.F. dans la région de Valmy et à partir du 8 octobre, occupation d'un secteur vers la cote 193 et le chemin de Souain à Sainte-Marie-à-Py.

#### 1918
- 4 - 23 mars : retrait du front ; repos et instruction aux environs de Vertus.
- 23 mars - 9 mai : transport par camions dans la région de Noyon. Engagée dans la bataille de Noyon (seconde bataille de Picardie). Résistance vers Noyon et Lagny à l'offensive allemande. À la fin de mars, stabilisation du front entre l'Oise et Thiescourt. En mars et avril, combats très violents au Mont-Renaud qui domine Noyon au Sud.
- 9 - 30 mai : retrait du front et repos vers Compiègne.
- 30 mai - 4 juin : transport par camions dans la région de Laversine. Engagée, dès le 31 mai dans la troisième bataille de l'Aisne vers Vaux et Courmelles. Résistance à l'offensive allemande vers Missy-aux-Bois.
- 4 - 13 juin : retrait du front et à partir du 7 juin, transport dans la région de L'Isle-Adam ; repos.
- 13 juin - 12 août : transport en Argonne, partie par camions, partie par V.F.. À partir du 18 juin, occupation d'un secteur entre l'Aire et le bois de Beaurain.

4 - 16 juillet : front réduit à gauche jusqu'au ravin de la Houyette.
8 juillet : front réduit à droite jusque vers le Four de Paris.
20 juillet : front étendu à droite jusque vers la Fille Morte.
- 12 - 24 août : retrait du front (relève par des éléments italiens) ; mouvement vers Beauzée-sur-Aire et Givry-en-Argonne. À partir du 20 août, transport par V.F. vers Breteuil.
- 24 août - 15 septembre : occupation d'un secteur vers La Chavatte et Chilly (relève d'éléments britanniques). À partir du 27 août, engagée la poussée vers la ligne Hindenburg.

29 - 31 août : combats sur l'Ingon.
4 - 6 septembre : passage de la Somme, vers Voyennes, progression jusqu'à l'ouest de Saint-Quentin. Puis stabilisation du front, à partir du 13 septembre, combat vers Savy et Dallon (Bataille de Savy-Dallon).
- 15 septembre - 16 octobre : retrait du front, puis transport par camions dans la région de Retheuil ; repos. À partir du 10 octobre, mouvement vers Soissons, puis à partir du 12 octobre, mouvement par étapes vers La Fère.
- 16 octobre - 2 novembre : engagée, du 16 au 20 octobre dans la bataille de Mont-d'Origny, puis dans la bataille de la Serre, vers Achery et Angilcourt.

18 octobre : franchissement de la Serre ; attaques des positions allemandes au sud puis au nord de Péron, vers la Ferté-Chevresis. À partir du 30 octobre, organisation des positions conquises.
- 2 - 11 novembre : retrait du front ; repos dans la région de la Fère.

### Rattachement
- août 1914 - novembre 1918 : 18e corps d'armée

## L'entre-deux-guerres
La division est dissoute en 1927.

## La Seconde Guerre mondiale

### Composition
- 11e régiment d'infanterie, de septembre 1939 à juin 1940[2] à
- 49e régiment d'infanterie, de septembre 1939 à avril (?) 1940[2],[3]
- 123e régiment d'infanterie, de septembre 1939 à juin 1940[2]
- 21e régiment de marche de volontaires étrangers, de mai 1940 à juin 1940[3].
- 18e bataillon d'infanterie légère d'Afrique, en juin 1940[4].
- 14e régiment d'artillerie divisionnaire, de septembre 1939 à juin 1940[2]
- 214e régiment d'artillerie lourde divisionnaire, de septembre 1939  à juin 1940[2]
- 29e groupe de reconnaissance de division d'infanterie, de septembre 1939 à juin 1940[2]
- et tous les services (Sapeurs mineurs, télégraphique, compagnie auto de transport, groupe sanitaire divisionnaire, groupe d'exploitation etc.)

### Historique
La division est recréée à la mobilisation le 2 septembre 1939, dans la région de Bordeaux.
Le 10 mai 1940, la 35e DI, sous les ordres du général Decharme (sl), est rattachée au 12e corps d'armée qui est intégré à la 5e armée.
La division est capturée le 22 juin 1940.